# Constrictor
Constrictor, namentlich angelehnt an die Schlangenart Boa constrictor, ist das 16. Studioalbum und neunte Soloalbum von Alice Cooper und wurde am 22. September 1986 veröffentlicht. Als Produzent fungierte Beau Hill. Für das Album holte Cooper den Gitarristen Kane Roberts ins Boot, der mit ihm die Lieder schrieb und ihn auf den nachfolgenden Tourneen begleitete. Constrictor kann als Comeback-Album angesehen werden, da Cooper nach seinem erfolgreichen Entzug im September 1983 nahezu komplett aus dem Musikgeschäft ausgestiegen war und keine Lieder mehr aufnahm oder tourte und es sich besser in den Charts positionierte als die drei vorherigen Alben.
Bekanntheit erlangte das Album vor allem durch das Lied He’s Back (The Man Behind the Mask), das als Titellied für den Film Freitag der 13. Teil VI – Jason lebt verwendet wurde. Das Lied wurde, im Gegensatz zum Album, von Michael Wagener produziert. Auf dem Cover der Single war ein Portraitfoto Coopers zu sehen, dessen halbes Gesicht von der Eishockeymaske verdeckt ist, die die Hauptfigur des Films, Jason, üblicherweise trägt.

## Titelliste
Alle Lieder wurden von Alice Cooper und Kane Roberts geschrieben. Ausnahmen sind bei den betreffenden Liedern in Klammer angegeben.
1. Teenage Frankenstein – 3:40
2. Give It Up – 4:13
3. Thrill My Gorilla – 2:56
4. Life and the Death of the Party – 3:45
5. Simple Disobedience – 3:30
6. The World Needs Guts – 3:59
7. Trick Bag (Cooper, Roberts, Tom Kelly) – 4:18
8. Crawlin’ (Cooper, Roberts, Michael Wagener) – 3:22
9. The Great American Success Story (Cooper, Roberts, Beau Hill) – 3:38
10. He’s Back (The Man Behind the Mask) (Cooper, Roberts, Kelly) – 3:49

## Charts und Rezeption
Constrictor konnte sich im deutschsprachigen Raum nicht in den Charts platzieren. In den Vereinigten Staaten erreichte es Platz 59. Im Vereinigten Königreich konnten sich sowohl das Album auf Platz 41 und die ausgekoppelte Single He’s Back (The Man Behind the Mask) auf Platz 61 positionieren. In Schweden war die Single ein Top-10-Hit, erreichte Platz 4 und hielt sich acht Wochen in den Charts, während das Album bis auf Platz 17 stieg.
Metal Hammer urteilte, das Lied He’s Back mit seinem „stampfenden Discobeat“ stehe „überhaupt nicht stellvertretend für die Linie, die die Auferstehung von Alice Cooper“ markiere. Der „Meister des Obskuren, Teenyidol und innovativer Kreativkopf gleichermaßen über ein ganzes Jahrzehnt hinweg“, gebe sich auf seinem neuesten Machwerk rockiger als je zuvor und lasse „die schwachen Alben Ende der siebziger/Anfang der achtziger Jahre schnell vergessen.“ Teenage Frankenstein, Thrill My Gorilla, Simple Disobedience und Great American Success Story zeugten von der „Besinnung auf die Wurzeln“, die im Rock ’n’ Roll lägen. Mit Life And Death Of The Party sei Cooper gar „ein Klassiker gelungen, der sich problemlos mit seinem unsterblichen Nachlas School's Out oder Billion Dollar Babies messen“ könne. Es handle sich um ein Album, mit dem Cooper „an seine schon einige Jahre zurückliegenden Sternstunden anknüpfen“ könne.
Barry Weber von Allmusic vergab für Constrictor 3 von 5 Sternen. Das Album sei die beste Arbeit Coopers seit Jahren. Zwar komme keines der Lieder an jene aus seinen Glanzzeiten in den 1970er Jahren heran, dennoch seien die Lieder Simple Disobedience und Teenage Frankenstein als positive Überraschung hervorzuheben.